# NGC 5496
NGC 5496 is een balkspiraalstelsel in het sterrenbeeld Maagd. Het hemelobject werd op 23 april 1881 ontdekt door de Amerikaanse astronoom Edward Singleton Holden.

## Synoniemen
- UGC 9079
- IRAS 14090-0055
- MCG 0-36-26
- KARA 615
- ZWG 18.74
- FGC 1721
- PGC 50676